# Aero Ae-01
Aero Ae-01 (Ae-10, A-1) – czechosłowacki samolot szkolny z okresu międzywojennego. 

## Historia
Tuż po powstaniu wytwórni Aero w 1919 roku przystąpiła ona do budowy samolotów. Pierwszym jej samolotem był samolot szkolny, którego konstrukcję oparto na konstrukcji austro-węgierskiego samolotu rozpoznawczego Hansa-Brandenburg C.I. Tak opracowany i zbudowany samolot otrzymał oznaczenie Ae-01 (później nadano mu oznaczenie Ae-10, a samoloty w lotnictwie wojskowym oznaczono jako A-1). Został on oblatany jesienią 1919 roku i wkrótce zamówiony przez czechosłowackie lotnictwo wojskowe. 
Jego produkcja trwała w latach 1920–1921 i łącznie wyprodukowano 35 takich samolotów. 

## Użycie w lotnictwie
Samoloty Aero Ae-01 zostały wprowadzone do lotnictwa czechosłowackiego w roku 1920, gdzie używano ich do szkolenia pilotów tworzącego się właśnie czechosłowackiego lotnictwa. 

## Opis techniczny
Samolot Aero Ae-01 był dwumiejscowym dwupłatem o konstrukcji drewnianej. W kadłubie znajdowały się dwie otwarte kabiny, jedna za drugą, w każdej znajdowały się przyrządy sterownicze. Podwozie klasyczne – stałe, z płozą ogonową. 
Napęd stanowił silnik rzędowy 6-cylindrowy umieszczony z przodu kadłuba, chłodzony cieczą. Napędzał on dwułopatowe śmigło.